# Sentul (Tembelang)
Sentul is een bestuurslaag in het regentschap Jombang van de provincie Oost-Java, Indonesië. Sentul telt 4144 inwoners (volkstelling 2010).